# 海南猴欢喜
海南猴欢喜（学名：Sloanea hainanensis）为杜英科猴欢喜属下的一个种。其种加词“hainanensis”意为“海南的”。